# Saint-Martin-au-Bosc
Saint-Martin-au-Bosc és un municipi francès situat al departament del Sena Marítim i a la regió de Normandia. L'any 2007 tenia 164 habitants.

## Demografia

### Població
El 2007 la població de fet de Saint-Martin-au-Bosc era de 164 persones. Hi havia 66 famílies de les quals 18 eren unipersonals (11 homes vivint sols i 7 dones vivint soles), 26 parelles sense fills, 18 parelles amb fills i 4 famílies monoparentals amb fills.
La població ha evolucionat segons el següent gràfic:
Habitants censats

### Habitatges
El 2007 hi havia 101 habitatges, 72 eren l'habitatge principal de la família, 19 eren segones residències i 9 estaven desocupats. Tots els 101 habitatges eren cases. Dels 72 habitatges principals, 64 estaven ocupats pels seus propietaris, 7 estaven llogats i ocupats pels llogaters i 1 estava cedit a títol gratuït; 4 tenien dues cambres, 15 en tenien tres, 27 en tenien quatre i 28 en tenien cinc o més. 64 habitatges disposaven pel capbaix d'una plaça de pàrquing. A 26 habitatges hi havia un automòbil i a 41 n'hi havia dos o més.

### Piràmide de població
La piràmide de població per edats i sexe el 2009 era:
| Homes | Edats   | Dones |
| ----- | ------- | ----- |
| 0     | 95 o +  | 0     |
| 0     | 90 a 94 | 0     |
| 4     | 85 a 89 | 4     |
| 4     | 80 a 84 | 4     |
| 4     | 75 a 79 | 0     |
| 4     | 70 a 74 | 8     |
| 0     | 65 a 69 | 8     |
| 4     | 60 a 64 | 0     |
| 8     | 55 a 59 | 8     |
| 4     | 50 a 54 | 4     |
| 8     | 45 a 49 | 4     |
| 4     | 40 a 44 | 8     |
| 0     | 35 a 39 | 8     |
| 8     | 30 a 34 | 4     |
| 12    | 25 a 29 | 4     |
| 0     | 20 a 24 | 4     |
| 16    | 15 a 19 | 4     |
| 4     | 10 a 14 | 4     |
| 12    | 5 a 9   | 0     |
| 0     | 0 a 4   | 0     |

## Economia
El 2007 la població en edat de treballar era de 103 persones, 84 eren actives i 19 eren inactives. De les 84 persones actives 81 estaven ocupades (42 homes i 39 dones) i 4 estaven aturades (1 home i 3 dones). De les 19 persones inactives 7 estaven jubilades, 3 estaven estudiant i 9 estaven classificades com a «altres inactius».

### Ingressos
El 2009 a Saint-Martin-au-Bosc hi havia 79 unitats fiscals que integraven 183,5 persones, la mediana anual d'ingressos fiscals per persona era de 17.569 €.

### Activitats econòmiques
Dels 4 establiments que hi havia el 2007, 1 era d'una empresa de fabricació d'altres productes industrials, 1 d'una empresa de construcció, 1 d'una empresa de comerç i reparació d'automòbils i 1 d'una empresa immobiliària.
L'únic servei als particulars que hi havia el 2009 era un paleta.
L'any 2000 a Saint-Martin-au-Bosc hi havia 8 explotacions agrícoles que ocupaven un total de 295 hectàrees.

## Poblacions més properes
El següent diagrama mostra les poblacions més properes.